# Futbol'nyj Klub Ufa 2017-2018
Questa voce raccoglie le informazioni riguardanti il Futbol'nyj Klub Ufa nelle competizioni ufficiali della stagione 2017-2018.

## Stagione
I risultati della squadra migliorarono ulteriormente rispetto alla precedente stagione, tanto da conquistare il sesto posto finale che garantì al club lo storico accesso all'UEFA Europa League 2018-2019.

## Maglie
| Manica sinistra · Maglietta · Manica destra · Pantaloncini · Calzettoni | Manica sinistra · Maglietta · Manica destra · Pantaloncini · Calzettoni |

## Rosa
| N. |                       | Ruolo | Calciatore           |
| -- | --------------------- | ----- | -------------------- |
| 3  | Russia (bandiera)     | D     | Pavel Alikin         |
| 4  | Russia (bandiera)     | D     | Aleksey Nikitin      |
| 5  | Slovenia (bandiera)   | D     | Bojan Jokic          |
| 6  | Svizzera (bandiera)   | C     | Veroljub Salatic     |
| 7  | Russia (bandiera)     | A     | Dmitriy Sysuev       |
| 8  | Moldavia (bandiera)   | C     | Catalin Carp         |
| 9  | Rep. Ceca (bandiera)  | C     | Ondrej Vanek         |
| 10 | Kazakistan (bandiera) | A     | Erkebulan Seydakhmet |
| 13 | Russia (bandiera)     | C     | Azamat Zaseev        |
| 17 | Russia (bandiera)     | D     | Dmitri Zhivoglyadov  |
| 19 | Croazia (bandiera)    | C     | Ivan Paurevic        |
| 20 | Russia (bandiera)     | D     | Denis Tumasyan       |
| 21 | Nigeria (bandiera)    | A     | Kehinde Fatai        |
| 27 | Romania (bandiera)    | D     | Ionut Nedelcearu     |

| N. |                    | Ruolo | Calciatore         |
| -- | ------------------ | ----- | ------------------ |
| 31 | Russia (bandiera)  | P     | Aleksandr Belenov  |
| 33 | Russia (bandiera)  | D     | Aleksandr Sukhov   |
| 39 | Russia (bandiera)  | D     | Dmitri Stotskiy    |
| 44 | Nigeria (bandiera) | A     | Sly                |
| 55 | Georgia (bandiera) | D     | Jemal Tabidze      |
| 57 | Russia (bandiera)  | A     | Vyacheslav Krotov  |
| 70 | Russia (bandiera)  | C     | Nikolay Safronidi  |
| 88 | Russia (bandiera)  | P     | Giorgi Shelia      |
| 98 | Russia (bandiera)  | C     | Ivan Oblyakov      |
| -  | Russia (bandiera)  | P     | Aleksey Chernov    |
| -  | Russia (bandiera)  | C     | Igor Bezdenezhnykh |
| -  | Russia (bandiera)  | C     | Vladimir Zubarev   |
| -  | Russia (bandiera)  | A     | Islamnur Abdulavov |

## Risultati

### Campionato
| Arbitro: | Vladimir Moskalev |

|  |           |                    |
|  | Marcatori | 65’ Dmitriy Sysuev |

| Ufa 23 luglio 2017, ore 14:00 2ª giornata | Ufa            | 0 – 0 referto | Spartak Mosca | Stadio Neftjanik (12.571 spett.)\| Arbitro: \| Aleksey Sukhoy \| |
| Arbitro:                                  | Aleksey Sukhoy |               |               |                                                                  |

| Arbitro: | Sergey Karasev |

|                          |           |         |
| Jemal Tabidze 88’ (aut.) | Marcatori | 17’ Sly |

| Arbitro: | Vladimir Seldyakov |

|                                                     |           |                                  |
| Bojan Jokic 80’ Pavel Alikin 84’ Dmitriy Sysuev 86’ | Marcatori | 48’ Léo Jabá 90'+3’ Wilker Ángel |

| Perm' 8 agosto 2017, ore 16:30 5ª giornata | Amkar Perm'  | 0 – 0 referto | Ufa | Stadio Zvezda (4.900 spett.)\| Arbitro: \| Igor Fedotov \| |
| Arbitro:                                   | Igor Fedotov |               |     |                                                            |

| Arbitro: | Aleksey Matyunin |

|                  |           |                                                                                       |
| Ondrej Vanek 55’ | Marcatori | 57’ Alexandru Gatcan 64’ (rig.) Timofey Kalachev 66’ Timofey Kalachev 77’ Miha Mevlja |

| Arbitro: | Vladislav Bezborodov |

|                     |           |                  |
| Aleksandr Zotov 87’ | Marcatori | 45’ Ondrej Vanek |

| Arbitro: | Aleksey Nikolaev |

|                  |           |  |
| Juan Lescano 18’ | Marcatori |  |

| Arbitro: | Sergey Karasev |

|  |           |                  |
|  | Marcatori | 75’ Fedor Smolov |

| Arbitro: | Roman Galimov |

|                                                                         |           |  |
| Sebastián Driussi 9’ Domenico Criscito 22’ (rig.) Aleksandr Kokorin 77’ | Marcatori |  |

| Arbitro: | Vladislav Bezborodov |

|         |           |  |
| Sly 77’ | Marcatori |  |

| Mosca 1º ottobre 2017, ore 13:00 12ª giornata | CSKA Mosca       | 0 – 0 referto | Ufa | VEB Arena (10.127 spett.)\| Arbitro: \| Sergey Lapochkin \| |
| Arbitro:                                      | Sergey Lapochkin |               |     |                                                             |

| Arbitro: | Aleksey Sukhoy |

|         |           |  |
| Sly 76’ | Marcatori |  |

| Arbitro: | Sergey Kulikov |

|                                          |           |                                             |
| Aleksandr Dimidko 11’ Denys Dedechko 39’ | Marcatori | 54’ Vyacheslav Krotov 72’ Vyacheslav Krotov |

| Arbitro: | Sergej Ivanov |

|                                      |           |                       |
| Dmitri Stotskiy 36’ Ondrej Vanek 89’ | Marcatori | 3’ Gökdeniz Karadeniz |

| Arbitro: | Artem Chistyakov |

|                                                 |           |         |
| Fernando 37’ Quincy Promes 63’ Luiz Adriano 79’ | Marcatori | 10’ Sly |

| Arbitro: | Pavel Kukuyan |

|                                           |           |  |
| Dmitri Stotskiy 28’ Vyacheslav Krotov 58’ | Marcatori |  |

| Arbitro: | Aleksey Eskov |

|                                  |           |                   |
| Philipe Sampaio 45’ Léo Jabá 53’ | Marcatori | 87’ Ivan Oblyakov |

| Arbitro: | Vladimir Seldyakov |

|                                   |           |  |
| Sly 53’ Sly 69’ Ivan Oblyakov 80’ | Marcatori |  |

| Arbitro: | Vladimir Moskalev |

|                          |           |  |
| Sverrir Ingi Ingason 22’ | Marcatori |  |

| Arbitro: | Sergey Lapochkin |

|                   |           |                           |
| Ivan Paurevic 51’ | Marcatori | 17’ (rig.) Evgeniy Markov |

| Arbitro: | Vladislav Bezborodov |

|                                                       |           |                                           |
| Aleksey Nikitin 57’ Ivan Paurevic 65’ Bojan Jokic 67’ | Marcatori | 65’ Juan Lescano 81’ Vladimir Poluyakhtov |

| Arbitro: | Vladimir Moskalev |

|  |           |                   |
|  | Marcatori | 72’ Ivan Paurevic |

| Arbitro: | Igor Fedotov |

|                   |           |                                                    |
| Ivan Paurevic 63’ | Marcatori | 17’ Branislav Ivanovic 21’ (aut.) Ionut Nedelcearu |

| Arbitro: | Kirill Levnikov |

|                                        |           |                     |
| Igor Gorbatenko 2’ Igor Gorbatenko 72’ | Marcatori | 16’ Dmitri Stotskiy |

| Arbitro: | Evgeni Turbin |

|                    |           |                |
| Dmitriy Sysuev 41’ | Marcatori | 78’ Ahmed Musa |

| Mosca 22 aprile 2018, ore 18:00 27ª giornata | Lokomotiv Mosca | 0 – 0 referto | Ufa | RŽD Arena (10.821 spett.)\| Arbitro: \| Roman Galimov \| |
| Arbitro:                                     | Roman Galimov   |               |     |                                                          |

| Arbitro: | Vladislav Bezborodov |

|                   |           |  |
| Dmitriy Sysuev 3’ | Marcatori |  |

| Kazan' 7 maggio 2018, ore 00:00 29ª giornata | Rubin            | 0 – 0 referto | Ufa | Central Stadium Kazan (25.440 spett.)\| Arbitro: \| Aleksey Matyunin \| |
| Arbitro:                                     | Aleksey Matyunin |               |     |                                                                         |

| Arbitro: | Vitali Meshkov |

|                                                                                              |           |  |
| Dmitri Zhivoglyadov 30’ Dmitriy Sysuev 32’ Sly 50’ Ivan Paurevic 81’ Dmitri Zhivoglyadov 84’ | Marcatori |  |

### Coppa di Russia
| Arbitro: | Lasha Verulidze |

|                     |                      |                           |
| Kirill Malyarov 57’ | Marcatori            | 90'+3’ Islamnur Abdulavov |
|                     | Tiri di rigore 5 – 2 |                           |